# 喬布斯卡賓鎮區 (北卡羅萊納州威爾克斯縣)
喬布斯卡賓鎮區（英語：Jobs Cabin Township）是位於美國北卡羅萊納州威爾克斯縣的一個鎮區。

## 地方資料
喬布斯卡賓鎮區的面積為95.57平方千米，皆為陸地。根據2020年美國人口普查的數據，當地共有人口713人，而人口密度為每平方千米7.46人。